# بندیکت چهارم
پاپ بندیکت چهارم (به انگلیسی: Benedict IV) یکی از پاپ‌های کلیسای کاتولیک رم بود که در رم به دنیا آمد و از ۹۰۰ تا ۹۰۳ میلادی پاپ بود.